# Скепасто
Скепасто (грч. Σκεπαστό) је насељено место у општини Бешичко Језеро у периферији Средишња Македонија, Грчка. Према попису из 2021. године било је 236 становника.
Према бугарском географу и историчару, Василу Канчову, у Скепасту је 1900. године живело 110 Турака. Године 1924. турско становништво је принудно исељено у Турску а на њихово место су насељене грчке избегличке породице из Бугарске, којих је на попису из 1928. године било 459. Село се раније звало Сулово.